# Weiner
Weiner ist ein deutscher Familienname.

## Namensträger
- Adam Weiner (* 1975), polnischer Handballtorhüter
- Alex Weiner, kanadischer Schauspieler, Filmproduzent und Synchronsprecher
- Alexander Weiner (1876–1956), österreichischer Bankier und Kunstsammler
- Alois Weiner (1872–1953), jüdischer Kaufmann
- Alfred Weiner (1877–1954), ungarisch-amerikanischer Filmpublizist und Verleger
- Andrew Weiner (1949–2019), kanadischer Science-Fiction Autor
- Andrew M. Weiner (1958–2024), US-amerikanischer Optik-Professor
- Anthony Weiner (* 1964), US-amerikanischer Politiker
- Arthur Weiner (1877–1933), deutscher Rechtsanwalt
- Béla Weiner (* 1896), ungarischer Eishockeyspieler
- Bernard Weiner (* 1935), US-amerikanischer Psychologe
- Dan Weiner (1919–1959), US-amerikanischer Fotojournalist
- Dave Weiner (* 1976), US-amerikanischer Gitarrist
- Edmund Weiner (* 1950), englischer Anglist und Lexikograph
- Egon Weiner (1906–1987), austroamerikanischer Bildhauer
- Ernst Weiner (1913–1945), deutscher Polizeibeamter, SS-Führer und Kriegsverbrecher
- Eucharius Weiner (1634–1701), deutscher Abt
- Georg Weiner (1895–1957), deutscher Generalmajor der Luftwaffe der Wehrmacht
- Gerry Weiner (* 1933), kanadischer Politiker
- Glenn Weiner (* 1976), US-amerikanischer Tennisspieler
- Gustav Weiner (1901–1984), deutscher Komponist, Pianist, Kapellmeister und Gesangslehrer
- Hans Weiner (1950–2024), deutscher Fußballspieler
- Hans Weiner-Dillmann (1903–1990), österreichischer Komponist
- Herbert Weiner (1921–2002), US-amerikanischer Professor für Psychologie
- Jake Weiner, US-amerikanischer Filmproduzent
- Jennifer Weiner (* 1970), US-amerikanische Journalistin und Schriftstellerin
- Johann Weiner, deutscher Fußballspieler
- Jonathan Weiner (* 1953), US-amerikanischer Schriftsteller
- Karl Weiner (Politiker) (1872–1950), deutscher Gewerkschafter und Politiker (SPD)
- Karl-Ludwig Weiner (1922–2006), deutscher Mineraloge und Kristallograph
- Kurt Weiner (1921–2016), deutscher Fotograf
- László Weiner (1916–1944), ungarischer Pianist, Komponist und Dirigent
- Lawrence Weiner (1942–2021), US-amerikanischer bildender Künstler
- Lazar Weiner (1897–1982), US-amerikanischer Komponist und Chorleiter
- Leó Weiner (1885–1960), ungarischer Komponist
- Markus Weiner († 1565), 49. Abt des Stiftes Kremsmünster
- Matthew Weiner (* 1965), US-amerikanischer Drehbuchautor, Regisseur und Fernsehproduzent
- Michael Weiner (Jurist) (1961–2013), US-amerikanischer Richter und Sportoffizieller
- Michael Weiner (* 1969), deutscher Fußballschiedsrichter
- Myron Weiner (1931–1999), US-amerikanischer Politologe
- Ossi Weiner (* 1953), deutscher Unternehmer und Autor
- Paul Weiner (* 1993), US-amerikanischer Maler und Objektkünstler
- Paulina Weiner (* 1989), deutsche Synchronsprecherin, Schauspielerin, Moderatorin und Sängerin
- Richard Weiner (Schriftsteller) (1884–1937), tschechischer Journalist und Schriftsteller
- Richard Weiner (Perkussionist) (* 1940), US-amerikanischer Perkussionist und Musikpädagoge
- Richard M. Weiner (1930–2020), rumänisch-deutscher theoretischer Physiker und Science-Fiction-Autor
- Rudolf Weiner (* 1951), deutscher Arzt, Chirurg und Hochschullehrer
- Sandra Weiner (1921–2014), polnisch-amerikanische Straßenfotografin und Kinderbuchautorin
- Stanley Weiner (1925–1991), US-amerikanischer Komponist und Violinist
- Stephan Weiner (* 1984), deutscher Autor, Filmemacher und Redakteur
- Thomas Weiner (* 1957), deutscher Landespolitiker (Rheinland-Pfalz) (CDU)
- Tibor Weiner (1906–1965), ungarischer Architekt und Stadtplaner
- Tim Weiner (* 1956), US-amerikanischer Journalist und Sachbuchautor
- Timon Weiner (* 1999), deutscher Fußballtorhüter